# Велака (Флорида)
Велака (англ. Welaka) — місто (англ. town) в США, в окрузі Патнем штату Флорида. Населення — 714 особи (2020).

## Географія
Велака розташована за координатами 29°29′7″ пн. ш. 81°39′39″ зх. д. / 29.48528° пн. ш. 81.66083° зх. д. (29.485278, -81.660938).  За даними Бюро перепису населення США в 2010 році місто мало площу 3,93 км², з яких 3,84 км² — суходіл та 0,09 км² — водойми.

## Демографія
Згідно з переписом 2010 року, у місті мешкала 701 особа в 327 домогосподарствах у складі 194 родин. Густота населення становила 178 осіб/км².  Було 578 помешкань (147/км²).
Расовий склад населення:
| - 74,9 % — білих - 22,7 % — чорних або афроамериканців - 0,3 % — азіатів - 0,1 % — корінних американців |

До двох чи більше рас належало 1,1 %. Частка іспаномовних становила 3,4 % від усіх жителів.
За віковим діапазоном населення розподілялося таким чином: 16,0 % — особи молодші 18 років, 49,3 % — особи у віці 18—64 років, 34,7 % — особи у віці 65 років та старші. Медіана віку мешканця становила 57,3 року. На 100 осіб жіночої статі у місті припадало 86,9 чоловіків;  на 100 жінок у віці від 18 років та старших — 84,1 чоловіків також старших 18 років.
Середній дохід на одне домашнє господарство  становив 37 832 долари США (медіана — 26 296), а середній дохід на одну сім'ю — 46 873 долари (медіана — 37 188). За межею бідності перебувало 26,1 % осіб, у тому числі 32,3 % дітей у віці до 18 років та 18,3 % осіб у віці 65 років та старших.
Цивільне працевлаштоване населення становило 140 осіб. Основні галузі зайнятості: освіта, охорона здоров'я та соціальна допомога — 25,7 %, роздрібна торгівля — 21,4 %, мистецтво, розваги та відпочинок — 14,3 %, транспорт — 10,7 %.